# Traugott Konstantin Oesterreich
Traugott Konstantin Oesterreich (* 15. September 1880 in Stettin; † 28. Juli 1949 in Tübingen) war ein deutscher Philosophiehistoriker, Religionsphilosoph und Psychologe.

## Leben
Oesterreichs Vater war Heinrich Oesterreich (1842–1918), zuletzt Geheimer Rechnungsrat im Preußischen Kriegsministerium in Berlin. Nach Kindheitsjahren in seiner Geburtsstadt Stettin wuchs Konstantin Oesterreich in Berlin auf. Nachdem er 1899 am Prinz-Heinrich-Gymnasium die Abiturprüfung bestanden hatte, belegte er im Wintersemester 1899/1900 an der Friedrich-Wilhelms-Universität in Berlin vier Semester lang die Studienfächer Mathematik, Physik und Astronomie. Anschließend wechselte er zu den Fächern Philosophie und Psychologie. 1905 promovierte er bei Friedrich Paulsen und Carl Stumpf  mit dem Thema Kant und die Metaphysik (Berlin 1906) zum Dr. phil.
Nach fünfjähriger Tätigkeit als Privatgelehrter und wissenschaftlicher Zusammenarbeit mit dem Neurobiologischen Institut in Berlin habilitierte er sich 1910 an der Universität Tübingen für das Fach Philosophie (Die deutsche Philosophie in der zweiten Hälfte des XIX. Jahrhunderts, Habilitationsvorlesung, gehalten am 30. Juli 1910 an der Universität Tübingen, Tübingen 1910). Im Wintersemester 1922/1923 wurde er zum Planmäßigen Extraordinarius für Philosophie und Psychologie an der Universität Tübingen ernannt. In dieser akademischen Stellung lehrte er bis zum Jahr 1933.
In seinen politischen Visionen wähnte Konstantin Oesterreich sich in der Tradition des deutsch-preußischen revolutionären Befreiungskampfes von 1848. Während der politischen Unruhen von 1917 hatte er dem Volksbund für Freiheit und Vaterland nahegestanden. Er begrüßte ausdrücklich den vom Ersten Weltkrieg ausgelösten politischen Wandel von der Staatsform der Monarchie hin zur demokratischen Staatsform der Weimarer Republik und machte keinen Hehl aus seiner pazifistischen Grundhaltung.
Im Zusammenhang mit seiner weltanschaulichen Gesinnung wurde Oesterreich nach der Machtübernahme durch die Nationalsozialisten von Berufskollegen denunziert. Im Sommer 1933 wurde er von der NS-Regierung zwangsweise emeritiert. Das württembergische Kultusministerium machte u. a. auch geltend, dass Oesterreich, der formal dem protestantischen Glauben angehörte, ihn aber nicht praktizierte, mit einer Jüdin, Dr. phil. Maria Oesterreich geb. Raich, verheiratet war. Das Ehepaar hatte eine Tochter. Während der NS-Diktatur bezog er eine reduzierte Rente; er und seine Familie blieben von politischen Verfolgungen weitgehend verschont.
Nach Ende des Zweiten Weltkriegs wurde er im Sommer 1945 wieder in das Lehramt eingesetzt, im Range eines persönlichen Ordinarius. Gegen seinen heftigen Protest wurde Oesterreich zum 1. April 1947 aus Altersgründen in den Ruhestand versetzt. Anschließend erlitt er einen Schlaganfall; nach einem weiteren Schlaganfall, der Lähmungen nach sich zog, wurde er arbeitsunfähig. Nachdem er zwei Jahre lang ans Krankenlager gefesselt gewesen war, verstarb Konstantin Oesterreich am 28. Juli 1949.
Sein Nachlass wurde 1984 von seiner Tochter dem Archiv der Universität Tübingen zur Betreuung übergeben und diesem im Jahre 1990 dann übereignet (Bestandssignatur: UAT 399). 1992 wurden Dokumente aus dem Nachlass von Maria Oesterreich, geb. Raich, hinzugefügt, die aus den Jahren 1905 bis 1947 stammen.

## Werk
Im Bereich der Philosophiegeschichte hat Österreich in kritischer Distanz zum Neukantianismus neben Einzelveröffentlichungen zu Kant, Schelling, Möbius oder Driesch vor allem an der Aktualisierung von Friedrich Ueberwegs „Grundriss der Geschichte der Philosophie“ mit umfangreichen Bearbeitungen und Ergänzungen der 11. und 12. Auflage des 4. und 5. Bandes, die 1916, 1923 bzw. 1928 erschienen, zur Philosophie vom Beginn des 19. Jahrhunderts bis in die seinerzeitige Gegenwart, also bis in die 1920er Jahre, gearbeitet. Dies umfasst die Umstellung von einer Chronologie auf eine systematische Ordnung sowie neue Artikel zu Themen wie Darwinismus, Monismus oder Okkultismus sowie zu wichtigen damals jüngeren Philosophen wie Bolzano, Nietzsche, Eduard von Hartmann, Wilhelm Wundt, Dilthey oder Rudolf Eucken.
Konstantin Oesterreichs wissenschaftliches Werk betrifft über die Philosophie hinaus insbesondere die Gebiete Psychologie und Psychopathologie. Bereits während der Vorbereitung auf die Habilitation hatte er sich mit Fragen der Ich-Identität und der Persönlichkeitskonstitution auseinandergesetzt. Daran anknüpfend, befasste er sich in zunehmendem Maße mit Problemen der Identitätskrise und der Persönlichkeitsspaltung. Die Beschäftigung mit dem von ihm sogenannten „Depersonalisationsproblem“ brachte es mit sich, dass er auch parapsychischen Phänomenen gegenüber eine unvoreingenommene Haltung einnahm und diese zu erforschen suchte. Beeindruckt von Sitzungen mit bekannten Medien, an denen er teilgenommen hatte, unterstrich er die Daseinsberechtigung des Forschungsgebiets Parapsychologie. Gemeinsam mit Hans Driesch und Rudolf Tischner forderte er die Gründung eines deutschen „Zentralinstituts für Parapsychologie“, nach dem Vorbild der britischen Society for Psychical Research.
In paranormalen Phänomenen und Formen der außersinnlichen Wahrnehmung sah er zusätzliche Möglichkeiten der Erkenntnisvertiefung. Es sei erforderlich, die philosophische Erkenntnistheorie auf eine breitere Grundlage zu stellen, die diese Phänomene berücksichtigt.
Im Wissen, dass einerseits Religionsausübung menschlichen Bedürfnissen entspricht und auch wünschenswert ist und dass andererseits die etablierten Weltreligionen nicht allesamt gleichzeitig recht haben können, dachte er an ein neuartiges, den herkömmlichen Religionen nicht widersprechendes, überlegenes konfessionelles „System“. Von Adolf Harnacks Untersuchungen über die religionsgeschichtliche Entwicklung des frühen Christentums beeinflusst, vertrat er die Ansicht, dass in der modernen, technisierten Welt nur eine solche Religion Nachhaltigkeit entfalten könne, die auf kirchliche Dogmen und die Vermittlung von Sakramenten durch Priester verzichte.
Er rief nach einer „Hellenisierung der neuen Religion“. Bewirken sollte dieses „System“ einer solchen „neuen Religion“, dass „mit innerster Überzeugung unmittelbar, ohne Vermittlung von Reflexion, Kunst und Kultur als göttlichen Ursprungs erlebt und empfunden werden.“

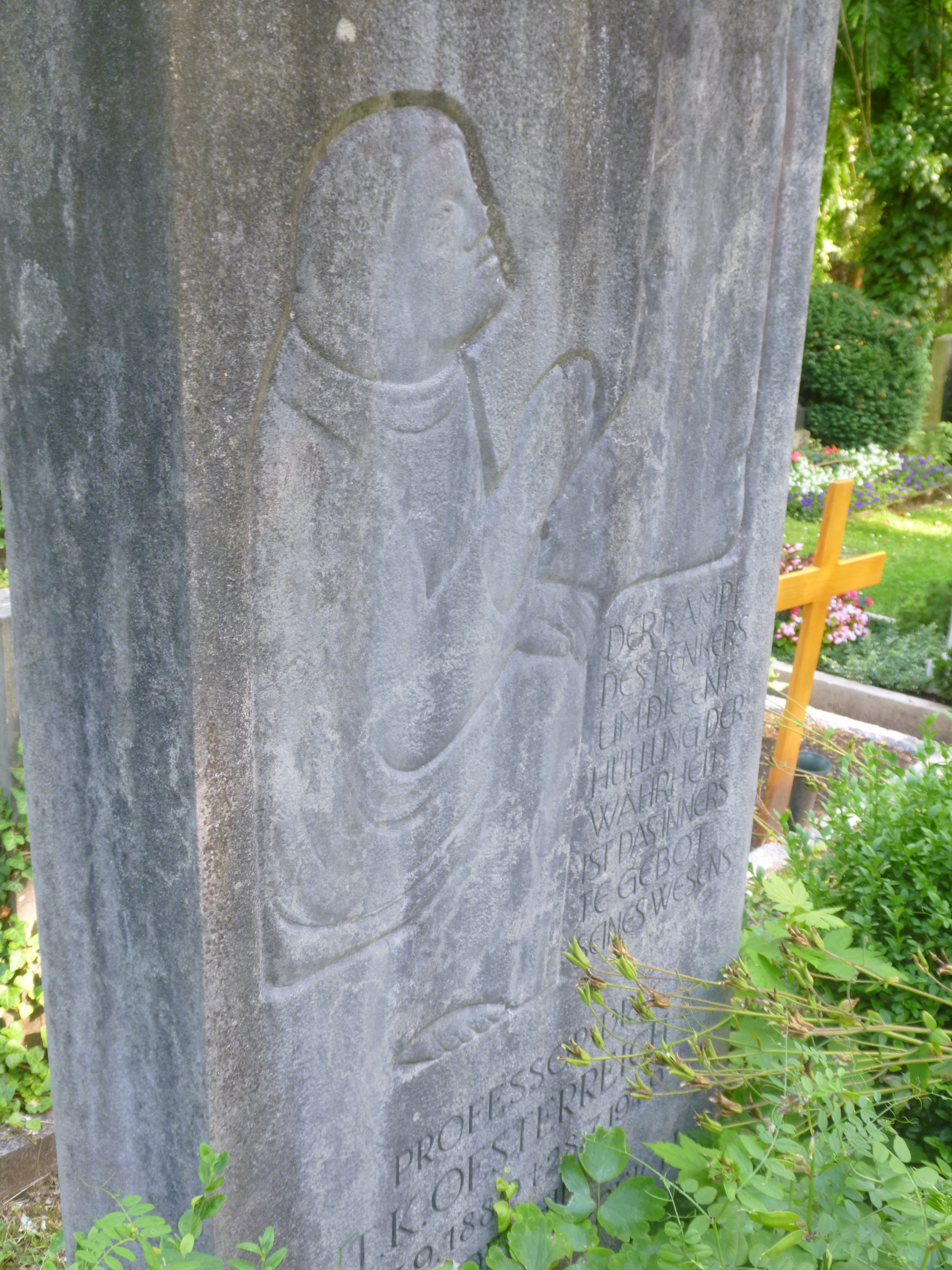
Grab auf dem Stadtfriedhof Tübingen

## Schriften (Auswahl)
- Kant und die Metaphysik (Kantstudien, Ergänzungsheft Nr. 2), Berlin 1906; zuvor als Dissertationsdruck: Halle 1905 (Nachdruck: Liebing, Würzburg 1959).
- Die deutsche Philosophie in der zweiten Hälfte des XIX. Jahrhunderts, Tübingen 1910.
- Die Phänomenologie des Ich in ihren Grundproblemen, Leipzig 1910.
- Die religiöse Erfahrung als philosophisches Problem. Vortrag gehalten in der Kant-Gesellschaft in Berlin am 14. April 1915, Berlin 1915.
- Einführung in die Religionspsychologie als Grundlage für Religionsphilosophie und Religionsgeschichte, Berlin 1917.
- Die Staatsidee des neuen Deutschland, Prolegomena zu einer neuen Staatsphilosophie, Leipzig 1919.
- Vom Machtideal zum Kulturideal. Worte deutscher Selbstbesinnung, Charlottenburg 1919.
- Das Weltbild der Gegenwart, Berlin 1920; 2. Aufl. Berlin 1925.
- Die Besessenheit, Langensalza 1921.
- Grundbegriffe der Parapsychologie. Eine philosophische Studie, Pfullingen 1921.
- Der Okkultismus im modernen Weltbild, Dresden 1921.
- Die Philosophie des Auslandes vom Beginn des 19. Jahrhunderts bis auf die Gegenwart. Überwegs Grundriss der Geschichte der Philosophie, Fünfter Teil. Berlin 1923, bearbeitet von Traugott Konstantin Oesterreich (13. Aufl. 1953).
- Die philosophische Bedeutung der mediumistischen Phänomene. Erweiterte Fassung des auf dem Zweiten Internationalen Kongress für parapsychologische Forschung in Warschau gehaltenen Vortrags, Stuttgart 1924.
- Das Problem der Einheit und Spaltung des Ich, Stuttgart 1928.
- Das Mädchen aus der Fremde. Ein Fall von Störung der Persönlichkeit, Stuttgart 1929.
- Psychologisches Gutachten in einem Hellseherprozeß, Stuttgart 1930.